# Gerichtsamt Auerbach
Das Gerichtsamt Auerbach war zwischen 1856 und 1874 die unterste Verwaltungseinheit und von 1856 bis 1879 nach der Abschaffung der Patrimonialgesetzgebung im Königreich Sachsen Eingangsgericht. Es hatte seinen Amtssitz in der Stadt Auerbach/Vogtl.

## Geschichte
Nach dem Tod des sächsischen Königs Friedrich August II. wurde unter der Regierung von dessen Nachfolger König Johann nach dem Vorbild anderer Staaten des Deutschen Bundes die Abschaffung der Patrimonialgesetzgebung verordnet. An die Stelle der bisher im Königreich Sachsen in Stadt und Land vorhandenen Gerichte der untersten Instanz traten die zentral gelegenen Bezirksgerichte und Gerichtsämter in nahezu allen größeren Städten. Die Details der Verwaltungsreform regelten das sächsische Gerichtsverfassungsgesetz vom 11. August 1855 und die Verordnung über die Bildung der Gerichtsbezirke vom 2. September 1856.
Stichtag für das Inkrafttreten der neuen Behördenstruktur im Königreich Sachsen war der 1. Oktober 1856. Aufgelöst wurde das Königliche Gericht Auerbach. Das neu gebildete Gerichtsamt Auerbach unterstand zunächst dem Bezirksgericht Eibenstock. Sein Gerichtsbezirk umfasste Auerbach, Beerheide, Brunn bei Auerbach, Crinitzleithen, Dresselsgrün, Gottesberg mit Neuberg, Hauptbrunn, Herlagrün, Hinterhain, Hohengrün, Jägersgrün, Morgenröthe mit Rautenkranz, Mühlgrün, Rebesgrün, Rempesgrün mit Fichtzig und Lohhäusern, Reumtengrün, Rodewisch (bis 9. Februar 1856: Nieder-Auerbach, Ober- und Untergötzsch, Rebesbrunn), Rothenkirchen, Rützengrün, Schnarrtanne mit Breitenhäusern, Hahnenhäusern und Laubberghäuser, Sorga bei Auerbach, Tannenbergsthal mit Pechseifen, Georgengrün, Grünhaide, Zöbisch und Reiboldsgrün, Vogelsgrün, Wernesgrün mit Plitzschenhäusern, Wiedenberg bei Rodewisch, Wildenau und den Ellefelder, Georgengrüner, Rautenkranzer, Tannenbergsthaler und Sachsengrunder Forstrevieren.
Nach der Neustrukturierung der Gerichtsorganisation gemäß dem Gesetz über die Organisation der Behörden für die innere Verwaltung vom 21. April 1873 gingen die Verwaltungsbefugnisse der Gerichtsämter 1874 auf die umgestalteten bzw. neu gebildeten Amtshauptmannschaften über.
Seitdem das bisherige königliche Gericht als königliches Gerichtsamt bezeichnet wurde, führte sein Vorstand den Titel Gerichtshauptmann.
Zum 30. April 1873 wurde das Bezirksgericht Eibenstock aufgehoben. Das Gerichtsamt Auerbach wurde dem Bezirksgericht Zwickau nachgeordnet.
Die Verwaltungsaufgaben des Gerichtsamtes Auerbach wurden im Zuge der Neustrukturierung der sächsischen Gerichtsorganisation gemäß dem Gesetz über die Organisation der Behörden für die innere Verwaltung vom 21. April 1873 in die im Jahre 1874 neugeschaffene Amtshauptmannschaft Schwarzenberg mit Sitz in der Stadt Schwarzenberg integriert.
Das Gerichtsamt Auerbach wurde 1879 auf Grund des Gesetzes über die Bestimmungen zur Ausführung des Gerichtsverfassungsgesetzes im Deutschen Reich vom 27. Januar 1877 und des Gesetzes über die Zuständigkeit der Gerichte in Sachen der nichtstreitigen Gerichtsbarkeit vom 1. März 1879 durch das neugegründete Amtsgericht Auerbach abgelöst.

## Gerichtsgebäude

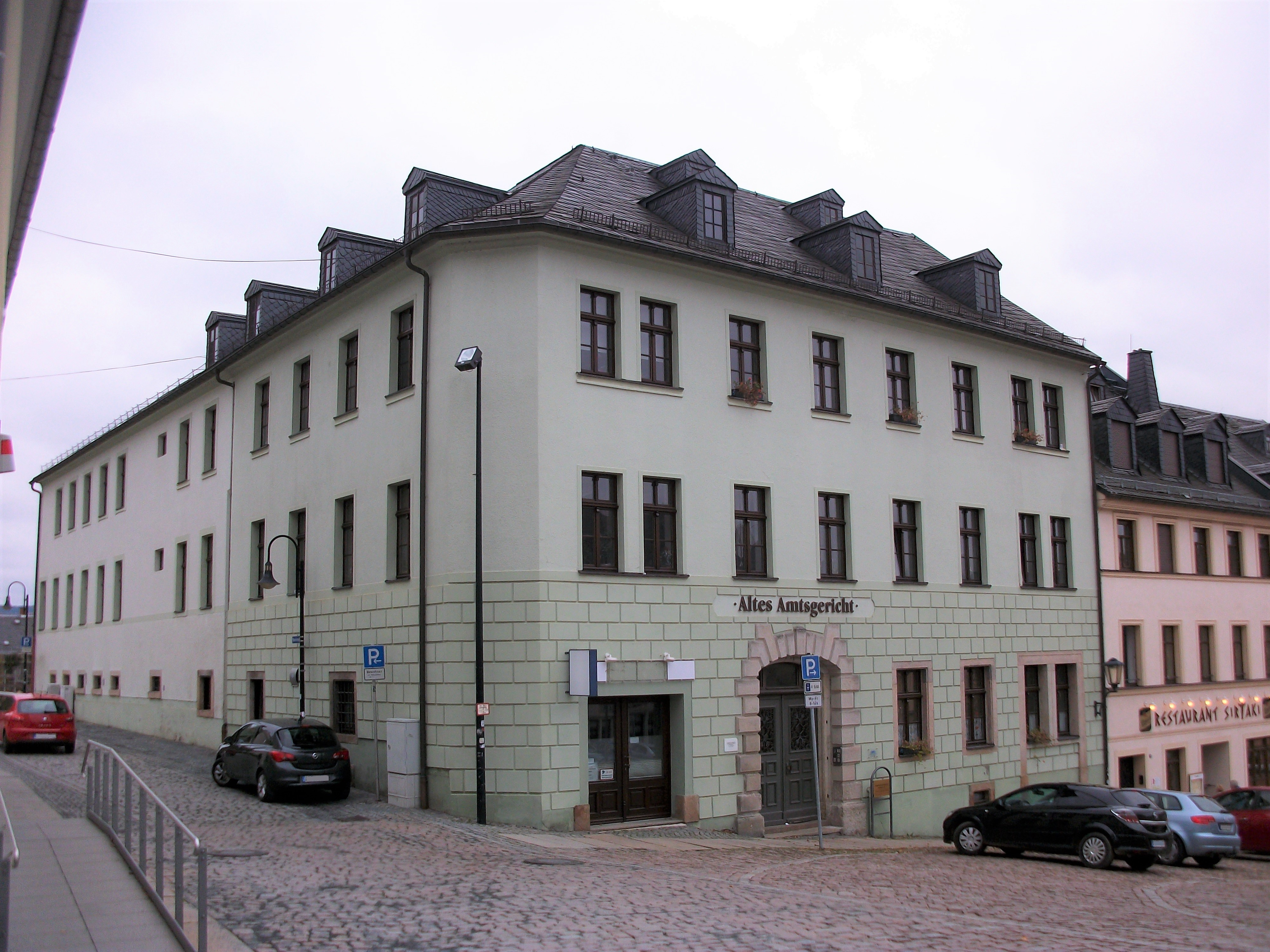
Altes Amtsgericht

Da Gerichtsamt nutzte das Gebäude Altmarkt 9. Der schlichte spätklassizistische Putzbau aus der Zeit nach 1864 mit älteren Gewölben im Erdgeschoss steht aufgrund seines städtebaulichen, regionalgeschichtlichen und wissenschaftlichen Wertes unter Denkmalschutz.